# Литературно-мемориальный музей Арби Мамакаева
Литературно-мемориальный музей Арби Мамакаева — музей, посвящённый жизни и творчеству чеченского писателя Арби Мамакаева. Музей создан в 1989 году в родном селе писателя Надтеречном его сыном Эдуардом Мамакаевым.

## Описание
Музей размещается в отреставрированном жилом доме конца XIX века, в котором родился и вырос Арби Мамакаев. В состав музея также входят хозяйственные постройки, мемориальный сад с деревьями, посаженными известными в республике общественными и политическими деятелями, учёными, деятелями культуры. Перед домом установлен бюст писателя. Музейные фонды составляют более 3 тысяч единиц хранения. Музей является филиалом Национального музея Чеченской Республики.
Жилые комнаты и рабочий кабинет А. Мамакаева восстановлены такими, какими они были при его жизни. Кроме экспонатов, непосредственно связанных с жизнью и творчеством писателя, в экспозиции есть немало экспонатов, посвящённых быту, культуре и историческому наследию чеченцев. Ежегодно музей посещают тысячи посетителей из Чечни, России и стран СНГ.
Благодаря стараниям сотрудников, музей не только ни на день не прекращал свою работу, но и активно пополнялся даже в самые тяжёлые годы существования. В годы первой и второй чеченской войн музей посещали солдаты федеральных войск и сотрудники МВД, проходившие поблизости службу. По признанию самих военнослужащих, музей положительно повлиял на их мнение о чеченцах. Они оставляли соответствующие отзывы в книге для посетителей, предлагали свою помощь по благоустройству музея.
В годы первой чеченской войны директор музея Эдуард Мамакаев предоставил беженцам и свой дом, и здание музея и делал всё, чтобы беженцы ни в чём не нуждались.
Сотрудники музея ведут интенсивную работу по сбору, исследованию, пропаганде и изданию литературного наследия Арби Мамакаева. В музее проводятся экскурсии для школьников, семинары и конференции.